# Меллинг, Уильям
Уи́льям Ме́ллинг (англ. William Melling; 30 ноября 1994, Лондон, Англия, Великобритания) — английский актёр.

## Биография
Уильям Меллинг родился 30 ноября 1994 года в Лондоне (Англия, Великобритания). У Уильяма есть старшая сестра — актриса Изабелла Меллинг.

## Карьера
Уильям дебютировал в кино в 2001 году, сыграв роль ребёнка в эпизоде 3х6 телесериала «Smack the Pony». В 2005—2011 года Меллинг сыграл роль Найджела Уолперта в пяти фильмах о Гарри Поттере: «Гарри Поттер и Кубок огня» (2005), «Гарри Поттер и орден Феникса» (2007), «Гарри Поттер и принц-полукровка» (2009), «Гарри Поттер и Дары Смерти: часть 1» (2010) и «Гарри Поттер и Дары Смерти: часть 2» (2011). Всего он сыграл в 9-ти фильмах и телесериалах и после окончания съёмок в «Гарри Поттер и Дары Смерти: часть 2» окончил кинокарьеру.

## Фильмография
| Год  |   | Русское название                    | Оригинальное название                         | Роль                  |
| ---- | - | ----------------------------------- | --------------------------------------------- | --------------------- |
| 2001 | с | Smack the Pony                      | Smack the Pony                                | ребёнок               |
| 2004 | с | Уильям и Мэри                       | William and Mary                              | сосед                 |
| 2004 | ф | Ярмарка тщеславия                   | Vanity Fair                                   | Роди Кроли в юности   |
| 2005 | ф | Гарри Поттер и Кубок огня           | Harry Potter and the Goblet of Fire           | Найджел Уолперт       |
| 2007 | ф | Гарри Поттер и орден Феникса        | Harry Potter and the Orden of Phoenix         | Найджел Уолперт       |
| 2009 | ф | Воспитание чувств                   | An Education                                  | маленький мальчик № 1 |
| 2009 | ф | Гарри Поттер и принц-полукровка     | Harry Potter and the Half-Blood Prince        | Найджел Уолперт       |
| 2010 | ф | Гарри Поттер и Дары Смерти: часть 1 | Harry Potter and the Deathly Hallows – Part 1 | Найджел Уолперт       |
| 2011 | ф | Гарри Поттер и Дары Смерти: часть 2 | Harry Potter and the Deathly Hallows – Part 2 | Найджел Уолперт       |